# Сковорода

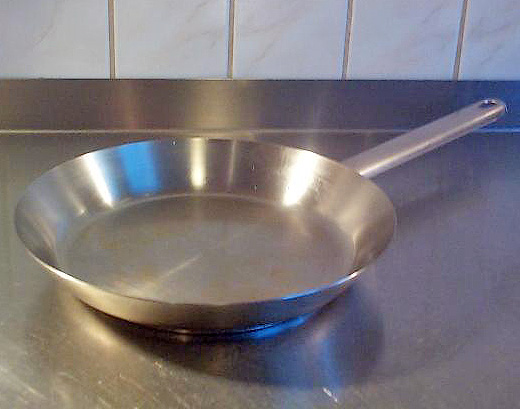
Стальная сковорода

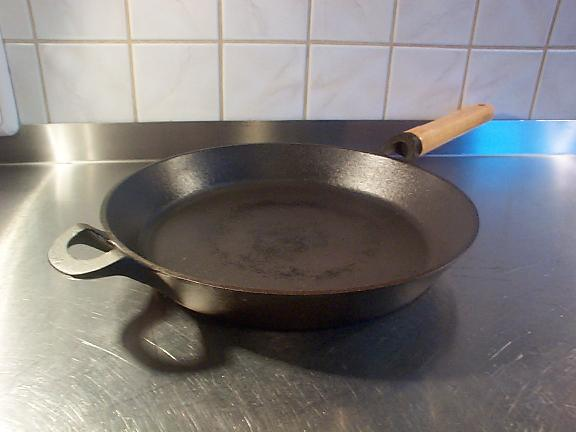
Сковорода

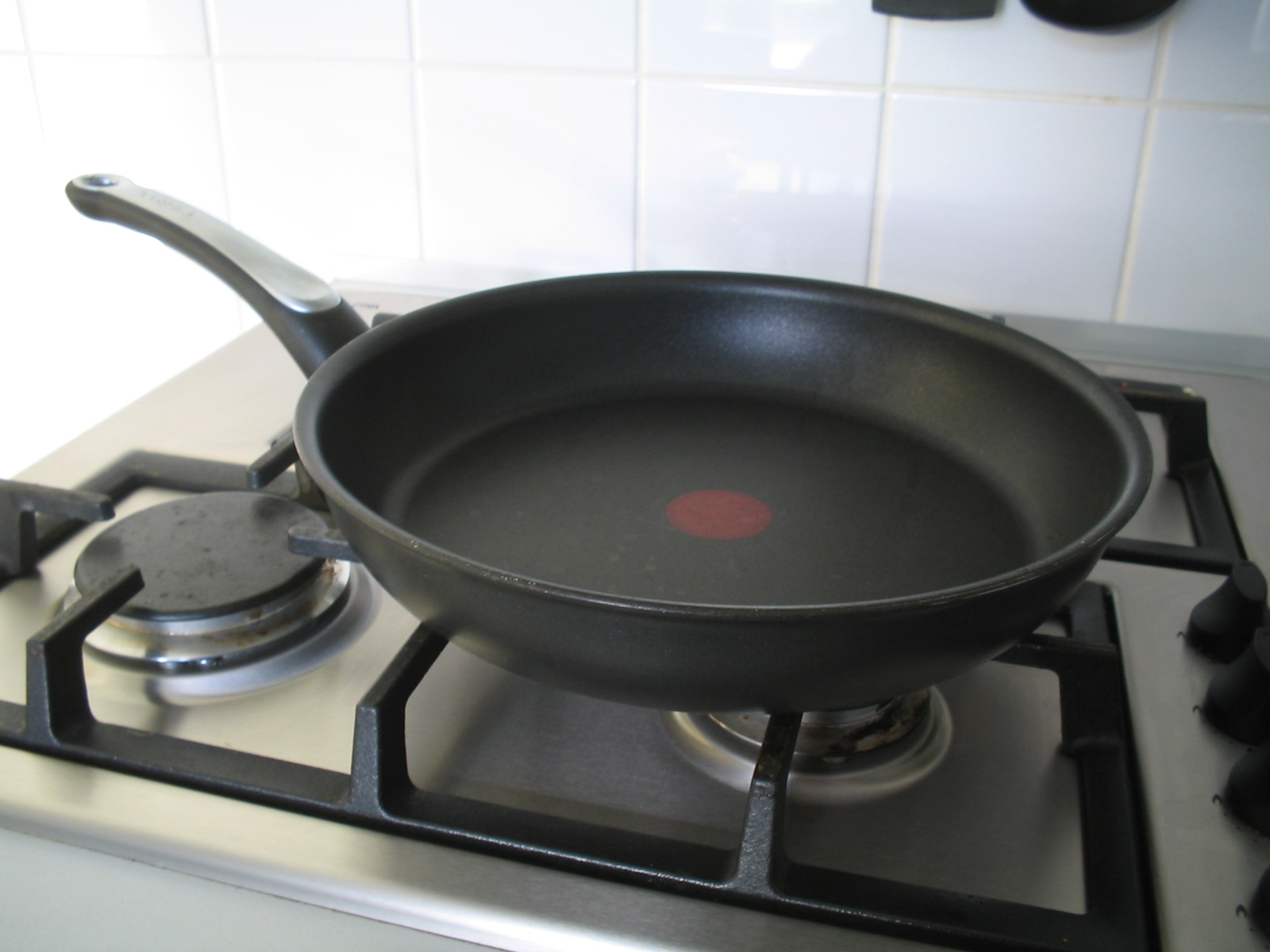
Сковорода с антипригарным покрытием

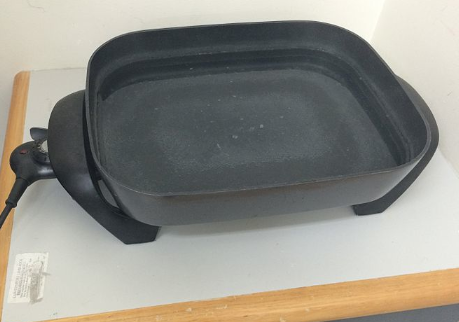
Электросковорода

Сковорода́ — посуда для (в основном) жарки (жарения), тушения, выпекания и разогрева пищи.
Имеет, как правило, круглую форму. Может быть без ручек, с одной ручкой или с двумя ручками. Изготавливается из чугуна, нержавеющей стали или стали, покрытой различными эмалями, алюминия, керамики и др. материалов. Снабжается крышкой, изготавливаемой из различных материалов (непрозрачных или прозрачных, например термостойкого стекла), и, иногда, сеткой, препятствующей разбрызгиванию жира или масла. Сковорода с крышкой создаёт хороший паровой эффект. Обычно сковороды имеют крышки с ручкой круглой или прямой формы. Исторически сковороды могли изготавливаться и из других материалов, например кэци (груз. კეცზე) — грузинская плоская глиняная или каменная (в том числе из талькохлорита) сковорода. Используется для выпечки хлеба, мчади, хачапури, обжаривания курицы, рыбы и другого. Упоминается сковорода и в Библии (2Цар. 13:9). Многие современные сковороды имеют внутреннее покрытие из антипригарных материалов (чаще всего на основе политетрафторэтилена, часто называемого патентованным названием — «тефлон»), препятствующее прилипанию и последующему пригоранию пищи к сковороде.

## Разновидности сковород

### Жаровни
Жаровня — сковорода с двумя ручками и широким дном, которая подходит как для духовки, так и для тушения на плите. Обычно изготавливаются из нержавеющей стали, имеют теплораспределительное дно. Соединение ручек и сковороды может быть выполнено методом точечной сварки, что позволяет ручкам не нагреваться даже при использовании посуды на интенсивном огне. Наиболее успешно жаровню можно применять для тушения и жарки мяса, рыбы, овощей, также в ней можно запекать мясо или овощи в духовке. Корпус аналогичен сковороде, но за счёт малых ручек легко помещается даже в небольшой духовке.
Обычно, в большой сковороде с невысокими бортами, плоским дном и двумя ручками готовят национальное блюдо испанской кухни паэлья (paella). На валенсийском языке paella означает сковорода. Это слово с начала XX века широко вошло в испанский язык как обозначение самого блюда благодаря популярности валенсийского «риса в паэлье».

### Сотейники
Сотейник — это универсальный предмет посуды, совмещающий в себе функции кастрюли и сковороды. В сотейниках готовят самые разнообразные блюда. Их обычно используют, когда важно сохранять жидкость до самого завершения готовки. Они обеспечивают равномерный нагрев за счет достаточно толстого дна и стенок. Сотейники подходят для всех видов плит, а также для духовых шкафов.

Чугунная сковорода
Сковорода, отлитая из чугуна, ценится за способность долго сохранять тепло. Чугунная сковорода может быть изготовлена при низком уровне доступных технологий. При обжиге и последующей готовке на поверхности чугунной посуды образуется нагар, обладающий антипригарными свойствами и защищающий посуду от ржавчины.

### Сковорода-вок
Традиционная китайская сковорода вок, вошедшая в обиход благодаря популярности азиатской еды. Представляет собой круглую, довольно глубокую сковороду, с маленьким выпуклым дном. Любая сковорода вок достаточно универсальна: продукты в ней можно тушить, варить, жарить во фритюре, а благодаря навесной полукруглой решётке можно ещё и готовить на пару. Готовка в сковороде вок предполагает постоянное помешивание продуктов, при этом коническая форма дна сковороды «сдвигает» эти продукты к центру, непосредственно к источнику жара. Главное предназначение вока — быстрое обжаривание большого количества ингредиентов одновременно. Китайцы обычно готовят на ней такие блюда, как рис или лапша с овощами, мясом или морепродуктами. Все компоненты нарезаются одинаковыми некрупными кусочками, это необходимо, чтобы продукты приготовились быстро и одновременно.

### Блинная сковорода
Блинницы — потомки небольших настольных плиток с плоскими чугунными и медными конфорками, которые получили распространение в Европе 20-х гг. XX века. Готовить на них было удобно, так как тесто выливали прямо на конфорку и быстро выравнивали металлическими лопатками. Блины готовились за минуту и легко переворачивались.
У сковород для блинов чаще всего низкие стенки (около 1 см), длинная ручка для защиты от ожогов и достаточно толстое дно, чтобы тесто прогревалось равномерно. При использовании сковород с антипригарным покрытием блины будут легко сниматься, а сковорода — легко мыться.

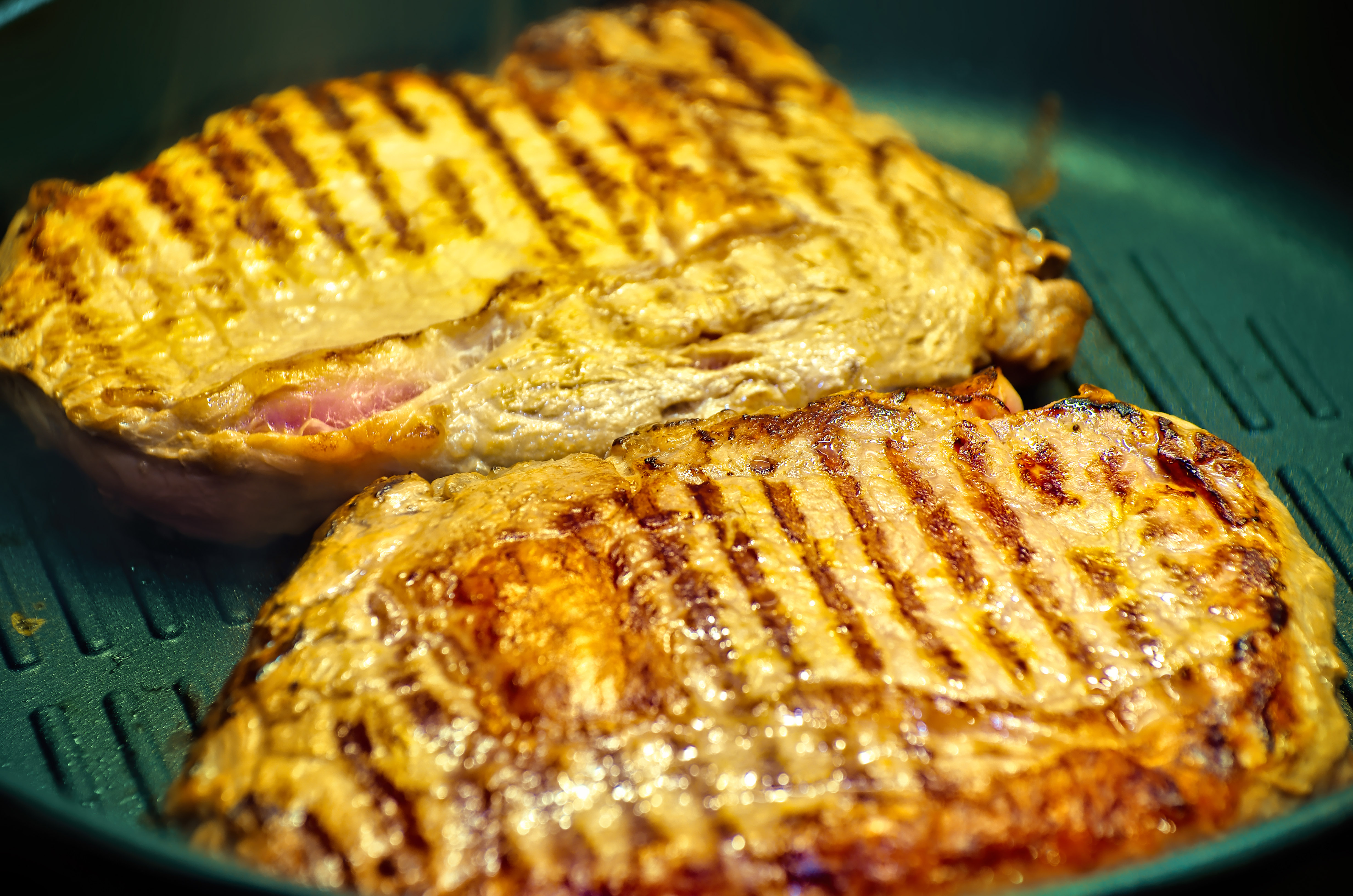
Стейк на сковороде-гриль

### Сковорода-гриль
Отличается от обычной сковороды характерным ребристым дном — пища готовится, касаясь минимальной поверхности дна, опираясь на эти ребра, подогрев идет через воздушный слой и инфракрасное излучение. Также в ложбинки стекает лишний жир.
Есть конструкции со вставными сеткой-прутьями.

### Шуфель
Для нагревания каменных изделий используют род сковороды, на которую кладут жар, под названием Шу́фель.

## Материалы изготовления
Традиционно сковороды изготавливают на основе чугуна, стали и алюминия.

### Чугун
Считается самой долговечной посудой этого типа. Преимущество сковород из чугуна — в его свойстве равномерно распределять и долго сохранять тепло. Чугун за счет своей пористой структуры и низкой теплопроводности сравнительно медленно нагревается, но прекрасно сохраняет высокую температуру после нагревания. Это позволяет приготовляемым продуктам испытывать эффект «русской печи», при котором блюдо не просто нагревается до определённой температуры, но и томится. Поэтому чугунная сковорода идеально подходит для продуктов, требующих длительного приготовления. К тому же чугунная посуда нагревается гораздо сильнее алюминиевой, что необходимо для жарки и особенно для приготовления блюд на гриле. Чугунная посуда универсальна, её можно использовать для газовых и электрических плит, а сковороды с цельнолитыми ручками — даже для духовок. Пористая структура чугуна позволяет равномерно распределять тепло по всей сковороде, соответственно, блюдо не останется сырым с одной стороны и не подгорит с другой. Главные минусы чугунной посуды — образование ржавчины и значительная масса.

### Нержавеющая сталь
Отличается высокими антикоррозийными свойствами, устойчива к воздействию кислот и щелочей, не изменяет вкус и цвет пищи. Однако нержавейка не любит перегрев — он приводит к потере её свойств и к появлению на стенках посуды радужных разводов. Полированная поверхность и сама структура металла не способствуют равномерному распределению тепла на сковороде из нержавеющей стали, они не обладают антипригарными свойствами. Поэтому дно сковороды необходимо смазывать маслом или жиром, а пищу в процессе приготовления придется тщательно перемешивать.
Самая популярная импортная посуда из нержавеющей стали имеет маркировку 18/10. Цифры 18 и 10 обозначают процентное содержание в сплаве хрома и никеля.

### Алюминий
Наиболее распространенный вид сковород в современном производстве посуды. Алюминий — материал, идеально подходящий для сковородок и кастрюль. Он легкий и обладает в 10 раз большей теплопроводностью, чем чугун, и в 4 раза больше, чем нержавеющая сталь. Алюминиевые сковороды делятся на штампованные и литые. При штамповке исходный материал — листы, получаемые прокаткой слитков алюминия. Обычно вначале из них вырубают диски, которые затем на прессах превращают в заготовки. Срок службы штампованных сковород во многом зависит от толщины металлического листа, из которого они изготовлены. Дно качественных штампованных изделий должно иметь толщину не менее 2,7—3 мм. Сковороды с дном тоньше 2,5 мм хотя и являются самыми недорогими, но и служат совсем недолго — 1,5—2 года. Они быстро выходят из строя вследствие деформации дна и перегрева покрытия.
Литые сковороды производят, заливая расплавленный алюминий в специальную, чаще всего металлическую форму. Это позволяет получить посуду с утолщенным дном и бортиком по кромке и повысить её прочность. Такие изделия отличаются массивностью. Литые сковороды с дном толщиной не менее 6 мм, со стенками переменного сечения минимальной толщиной 3,5 мм, с многослойным антипригарным покрытием на внутренней поверхности могут прослужить 5—7 лет.
Большинство продаваемых в мире сковород — это сковороды с длинной ручкой и антипригарным покрытием.

## Типы антипригарных покрытий
Многие современные сковороды имеют внутреннее покрытие из антипригарных материалов. Существуют разные виды антипригарных покрытий:

### Антипригарное покрытие на основе политетрафторэтилена
Покрытие выполнено на основе полимера политетрафторэтилен (PTFE). Этот материал имеет отличные антипригарные свойства, а кроме того, он не разрушается от воздействия воды, кислот, щелочей, окислителей и растворителей. По своей химической стойкости он превышает все известные благородные металлы и синтетические материалы.
Политетрафторэтилен был открыт в апреле 1938 года 27-летним учёным-химиком Роем Планкеттом. Первое полимерное покрытие на основе политетрафторэтилена под названием «тефлон» разработала и запатентовала американская компания DuPont.
Первые сковороды с антипригарным покрытием были выпущены в 1959 году французским инженером Марком Грегуаром (будущим основателем торговой марки Tefal), который изобрел способ нанесения ПТФЭ на металлическую основу.
Тефлоном ошибочно называют все антипригарные покрытия, однако тефлон — одно из многих антипригарных покрытий. Тефлон производится компанией DuPont.
Одно исследование говорит, политетрафторэтилен — это инертный материал, безопасный для здоровья. Другое исследование говорит, что при нагревании до 240°C, могут выделятся вредные вещества. Он не вступает в химические реакции с пищевыми продуктами, водой или бытовыми моющими средствами. При попадании в организм политетрафторэтилен не представляет для него никакой опасности, не всасывается и не расщепляется и выводится из организма в первоначальном виде.
Безопасность посуды с антипригарным покрытием также подтверждена исследованием авторитетного французского потребительского журнала «60 Millions of Consomateurs». В результате тестов 13 образцов (Tefal Ingenio, Berghoff Chef, Beka Royal, Bialetti Impact, Aubecq Maestro, BHV, Monoprix, Aubecq Evergreen, Tefal Preference, Auchan, Marque Repere Ardence, Carrefour и Beka Email) была доказана полная безопасность сковород.

### Керамическое покрытие
Используемое в посуде антипригарное керамическое покрытие не имеет никакого отношения к керамике из глины: в основе покрытия лежит нанокомпозитный полимер. Керамическое покрытие — это состав, получаемый по золь-гель технологии, где процент «керамики» — наночастиц песка — может быть любым (даже 5 %), так как государственных стандартов для подобных покрытий пока не существует. Существует несколько видов керамических покрытий: термолон, эколон (или поликапролактам), греблон и др.
Недостатком посуды с керамическим покрытием является быстрая потеря антипригарных свойств в процессе эксплуатации (зачастую в течение первых 6 месяцев). У антипригарного покрытия на основе PTFE более высокие показатели износостойкости. Результаты тестов показали, что посуда с антипригарным покрытием на основе PTFE менее подвержена сколам и её, в отличие от посуды с керамическим покрытием, можно мыть в посудомоечной машине.

## Особенности применения различных типов покрытий
Антипригарное покрытие на основе PTFE обладает хорошими антипригарными свойствами, легко моется (потому что пища не прилипает). Кроме того, PTFE-покрытие может быть полезно для приготовления более здоровой пищи (так как использование посуды с таким покрытием позволяет готовить с небольшим количеством масла). При нагревании выше 360 °C выделяет ядовитые вещества. При приготовлении без использования масла или жира пища подгорает в местах соприкосновения продукта с поверхностью сковороды и не доготавливается в местах отсутствия контакта ввиду плохой теплопроводности воздуха.
Керамическое покрытие более твердое и устойчивое к механическому воздействию, чем аналогичное тефлоновое, а также к высоким температурам, то есть в керамической посуде можно взбивать продукты венчиком, делать фламбирование, запекать с корочкой и т.д.

## В популярной культуре
Сковорода, так же как скалка, в популярной культуре является предметом утвари, превращающимся в холодное оружие при бытовых конфликтах. Имели место случаи, в том числе с трагическими последствиями, когда в ходе скандала жена избивала мужа именно с помощью сковороды, встречаются также соответствующие картинки-комиксы.